# Dennis Dagger
Dennis Dagger — среднетоннажный пожарный автомобиль, выпускаемый компанией Dennis Specialist Vehicles с 1998 по 2007 год. Пришёл на смену автомобилям Dennis Rapier и Dennis DS.

## История семейства
Первый прототип был разработан в 1998 году под индексом F98, однако серийное производство началось в 2002 году. Представляет собой среднеразмерный вариант Dennis Sabre.
Автомобиль производился параллельно с Dennis Rapier, хотя был призван заменить его. В отличие от автомобилей производства MAN Truck & Bus, спрос на Dennis Dagger был настолько низким, что его сняли с производства в 2007 году.

## Эксплуатация
Автомобиль Dennis Dagger эксплуатировался в Англии, Мерсисайде и Дублине.